# .325 Winchester Short Magnum
.325 Winchester Short Magnum, загалом відомий як 325 WSM, це короткий  пляшкоподібний набій магнум центрального запалення калібру 8 мм зі зменшеним фланцем  для стволу середньої довжини. Набій у 2005 році представила Winchester Ammunition.
Набій було представлено в 2005 році на виставці Shot Show у Лас-Вегасі, штат Невада. Набій входить до лінійки набоїв Winchester Short Magnum. Набій .325 WSM було розроблено для полювання на середніх та великих безпечних й небезпечних тварин з тонкою шкірою в Африці, Азії, Європі та Північній Америці.

## Історія та походження
З часу появи в 2000 році набою .300 WSM ширились чутки, що компанії Winchester та Browning продовжать випуск набоїв на базі гільзи набою .300 WSM. Потім в 2001 році компанія Winchester анонсувала випуск набоїв .270 WSM та 7mm WSM. Загальна думка вказувала на те, що компанія Winchester має випустити набій калібру .33 (8.38 мм) на базі гільзи .300 WSM. Проте в 2002 році компанія Winchester здивувала стрілецьку публіку представивши набої .223 WSSM та .243 WSSM створені на базі ще більш вкороченої гільзи WSM, а в 2003 році вона представила набій .25 WSSM.
Поява в 2005 році набою .325 WSM сильно здивувала стрілецьку публіку, оскільки набій калібру 8 мм не мав прихильників у Північній Америці. Раніше поява набоїв калібру 8 мм у Північній Америці була провальною, оскільки найпопулярнішим мисливським набоєм там вважали набій .30 калібру (7.62 mm).
Після появи компанія Winchester пропонувала набої з різними зарядами: 180 гр (12 г) Ballistic Silvertip який мав швидкість 3 060 фут/с (930 м/с) (SBST325S), 200 гр (13 г) Combined Technologies Accubond — 2 950 фут/с (900 м/с) (S325WSMCT) та  220 гр (14 г) Power-Point — 2 840 фут/с (870 м/с) (X325WSM).

## Конструкція набою
В набої .325 WSM використано гільзу набою .300 WSM де було збільшено дульце для встановлення кулі калібру 8 мм. На набій вплинула конструкція набою .404 Jeffery та сучасні конструкції набоїв, оскільки була потреба в короткому, товстому набої який міг працювати з високим тиском і циклічно використовуватися в гвинтівці з коротким затвором. Було зрозуміло, що такі набої будуть мати велику ефективність і рівномірність згоряння пороху, що, в свою чергу, буде впливати на кращу точність набою. Зменшений фланець дозволяв використовувати набої в затворах гвинтівок, як були розроблені під набій .375 Holland & Holland.
Гільза WSM була розроблена для встановлення куль .30 калібру (7,62 мм). Особливість конструкції коротко, товстого набою полягає в тому, що в набої можна використати обмежену кількість куль у порівнянні з довшими набоями. Саме тому компанія Winchester представила гільзу WSSM де можна було заряджати підкаліберні кулі .27 калібру (6,8 мм). Під час випробувань компанія Winchester виявила, що при використанні куль .33 калібру, набій WSM втрачає свою продуктивність, а тому зупинилась на калібрі 8 мм. Компанія Winchester з'ясувала, що кулі .32 калібру є останніми кулями, які залишають рівень продуктивності “magnum” набоям з гільзами WSM.

## Параметри набою
Набій .325 Winchester Short Magnum має об'єм гільзи 5.39 мл (83 гран) H2O.
Максимальні параметри набою .325 Winchester Short Magnum за C.I.P. Всі розміри зазначені в міліметрах (mm).
Американці визначили б кут плеча як alpha/2 ≈ 35 градусів. Основний крок нарізів для цього набою 254 мм (1 на 10 in), 4 канавки, Ø каналу стволу по полю = 8.00 мм, Ø каналу стволу по канавкам = 8.20 мм, ширина поля = 4.47 мм, а тип капсулю великий гвинтівковий.
Згідно офіційних правил C.I.P. (Commission Internationale Permanente pour l'Epreuve des Armes à Feu Portatives) набій .325 Winchester Short Magnum може витримати 435 MPa (63,091 psi) п'єзотиску. В країнах де використовують правила C.I.P. кожна пара гвинтівка-набій мають пройти перевірку на 125% максимального тиску C.I.P. для отримання сертифікату.
Набій .325 Winchester Short Magnum має проблему Delta L, а це значить, що можуть виникати несподівані проблеми при заряджанні.
Найближчим до набою .325 Winchester Short Magnum за балістичними показниками є німецький набій 8×68mm S представлений в 1939 році. Набій .325 Winchester Short Magnum значно коротший та товщий, крім того має радикальніше скошений фланець, а також набагато крутіше плече і коротше дульце (7.82 мм) у порівнянні з набоєм 8×68мм S. Саме через це гільза 8×68мм S з довжиною дульця 9,11 мм найкраще пасує для заряджання важких довгих куль, а завдяки своїй більш гладкій формі може краще працювати в екстремальних умовах в гвинтівках з ковзним затвором. З іншого боку пропорції набою .325 Winchester Short Magnum має гарну внутрішню балістичну ефективність, що дозволяє використовувати легші коротші кулі при дещо вищих дулових швидкостях при цьому використовуючи менші заряди у порівнянні з зарядами набою 8×68мм – який має об'єм гільзи 5.58 мл (86 гран) H2O.

## Продуктивність
.325 WSM ефективний гвинтівковий набій калібру 8мм magnum з пласкою траєкторією польоту кулі. Вага куль знаходиться в діапазоні від 125 до 250 гр (8,1 до 16,2 г). Продуктивність набою можна порівняти з двома іншими магнум набоями: 8mm Remington Magnum та німецьким 8×68mmS з легшими кулями. Але перевагою цих двох останніх набоїв є можливість використання довгої важкої кулі 220 гр (14 г) без зменшення об'єму заряду.  Через використання важких довгих куль об'єм заряду зменшується, а тому швидкість польоту кулі зменшується. Особливо це помітно при використанні монометалевих куль, таких як Nosler E-Tip та Barnes X. Ці кулі зроблені з міді, щільність якої на 20% менша за свинцеві кулі. Тому монометалеві кулі зазвичай довші, а тому ці кулі треба розташовувати глибше, щоб не змінювалася загальна довжина набою, а також щоб не ускладнювати процес заряджання.

### Порівняння 8 мм набоїв
Порівняння максимальної дулової швидкості у % можливо найбільш поширених європейських та американських гвинтівкових набоїв калібру 8 мм при стрільбі зі стволу довжиною 650 мм (25.59 in) заряджених кулями різної ваги з максимальними тисками за правилами C.I.P. або SAAMI (Sporting Arms and Ammunition Manufacturers’ Institute).
| Вага кулі в грамах (гран)    | 8,23 г (127 гр) | 9,72 г (150 гр) | 11,34 г (175 гр) | 12,96 г (200 гр) | 14,26 г (220 гр) | Об'єм гільзи (%) |
| 7.92×57mm Mauser (8×57mm IS) | 100,0           | 100,0           | 100,0            | 100,0            | 100,0            | 100,0            |
| 8×64mm S                     | 102,7           | 102,7           | 102,8            | 102,9            | 102,9            | 110,3            |
| .325 WSM                     | 108,7           | 109,1           | 109,0            | 109,3            | 111,1            | 131,7            |
| 8×68mm S                     | 108,4           | 108,5           | 108,7            | 110,5            | 112,3            | 136,5            |
| 8mm Rem. Mag.                | 111,9           | 112,3           | 114,5            | 115,3            | 116,0            | 157,1            |

Це порівняння не повністю об'єктивне оскільки набої 8mm Remington Magnum та .325 WSM мають максимальний тиск 448.16 MPa (65000 psi), 8×68mm S - 440 MPa (63817 psi), 8×64mm S - 405 MPa (58740 psi) та 7.92×57mm Mauser - 390 MPa (56564 psi). Чим вище тиск в каморі тим вища дулова швидкість кулі.

## Спортивне використання
Набій .325 WSM слід розглядати в першу чергу, як мисливський або спортивний. Набій було розраховано для полювання на середню та велику небезпечну дичину з тонкою шкірою вагою до 816 кг. Кулі вагою 180 гран або легше призначалися для полювання на оленів, таких як білохвості та чорнохвості олені, а кулі вагою 200 гран або важче призначалися для полювання на вапіті, лосів та великих ведмедів. Набій .325 WSM, який є набоєм калібру 8 мм, може стати популярним серед європейських мисливців на вапіті (європейський лось), диких кабанів оскільки він за продуктивністю схожий на набій 8×68мм S. Набій можна використовувати для полювання на ведмедів всіх видів. Більшість продавців рекомендують використовувати набої класу магнум калібру від .30 до .375 (залежить від того який відбій може витримати мисливець) при полюванні на великих ведмедів таких як бурий ведмідь з Аляски та білий ведмідь. Завдяки пласкій траєкторії польоту та далекобійності набій .325 WSM також добре пасує для полювання на африканську рівнинну дичину, таку як куду, ньяла, гну та зебр.
Набій .325 WSM не став популярним серед спортсменів або військових. Проте для любителів перезаряджати набої існує велика кількість куль різних розмірів та форм. Виробники куль преміум класу, такі як Nosler, Sierra, Barnes, Woodleigh, Swift, Hornady тощо випускають кулі вагою від 125 до 250 гран.

## Гвинтівки
Випуск набою .325 WSM компанією Winchester Ammunition присвятили до випуску компанією FN Herstal гвинтівок під цей набій під марками Browning та Winchester. Компанія Winchester випустила гвинтівки Ultimate Shadow, Camo Ultimate Shadow, Classic Featherweight, Classic Laminated, Super Grade RMEF (Rocky Mountain Elk Foundation) та Super Grade III під набій .325 WSM, а компанія Browning випустила під набій .325 WSM гвинтівки A-Bolt, X-Bolt та BAR.
Зазвичай гвинтівки під набої лінійки WSM мають стволи довжиною 22—24 дюйм (560—610 мм), що є коротшим за типові гвинтівки магнум. Короткі затвори поєднані з короткими стволами дозволяє зменшити вагу гвинтівки у порівнянні зі стандартними гвинтівками класу Магнум, які створені на звичайних затворах зі стволами довжиною 26 дюйм (660 мм).